# Acronema chienii
Acronema chienii är en flockblommig växtart som beskrevs av R.H.Shan. Acronema chienii ingår i släktet Acronema och familjen flockblommiga växter.

## Underarter
Arten delas in i följande underarter:
- A. c. chienii
- A. c. dissectum